# Gravina (famiglia)
I Gravina sono un'importante famiglia aristocratica di origine normanna il cui ramo italiano è di stirpe ducale, discendente da Rollone, primo duca di Normandia e progenitore, attraverso Guglielmo il Conquistatore, di svariate dinastie reali, anche attualmente regnanti, ad esempio l'attuale famiglia regnante inglese.

## Origini
Il capostipite in Italia fu Silvano signore del castello e del feudo di Gravina in Puglia, da cui prese il cognome. Fu figlio di Crispino, signore di Arnes. L'appartenenza della famiglia alla stirpe reale è confermata da Martino I di Sicilia, il quale, in virtù di un giudizio del XV secolo, con suo diploma del 20 novembre 1405 inviato a Catania concedette a Giacomo, capostipite dei Gravina di Sicilia, la sepoltura nel pantheon reale per sé e per tutti i discendenti. In questo diploma è citato Gilberto, che si distinse nella Prima crociata combattendo assieme ai suoi parenti Boemondo I d'Antiochia e Tancredi d'Altavilla. Il casato si indebolì a seguito del dominio Angioino perdendo molte terre e rendite, restando fedele agli Aragonesi. Vista la fedeltà dimostrata Filippo V concesse ad un Giovanni il titolo di Grande di Spagna.
La casata acquisì il cognome Cruyllas, e lo mantenne per tre secoli, quando Girolamo Gravina, IV barone di Palagonia, nel 1531 sposò Contessina Moncada Cruyllas, ultima erede di una famiglia di origine spagnola, che gli portò una ricchissima dote comprendente il feudo di Calatabiano e quello di Francofonte.
La famiglia si divise in molti rami, di cui i principali e principeschi erano: Palagonia, Ramacca, Comitini e Montevago. I loro esponenti occuparono sempre posizioni di rilievo nella storia dell'isola.
Complessivamente la famiglia possedette 9 principati, 5 ducati, 7 marchesati, 3 contee ed oltre 24 baronie.
Arma: Troncato, al 1° d'azzurro, a due bande d'oro, accompagnate nel punto sinistro del capo da una stella a dieci raggi d'argento; nel 2° d'azzurro, alla banda scaccata d'argento e di rosso.Cimiero: l'uccello gaipa di bianco. Motto: Spero.